# الكاستينج (صيد الأسماك)

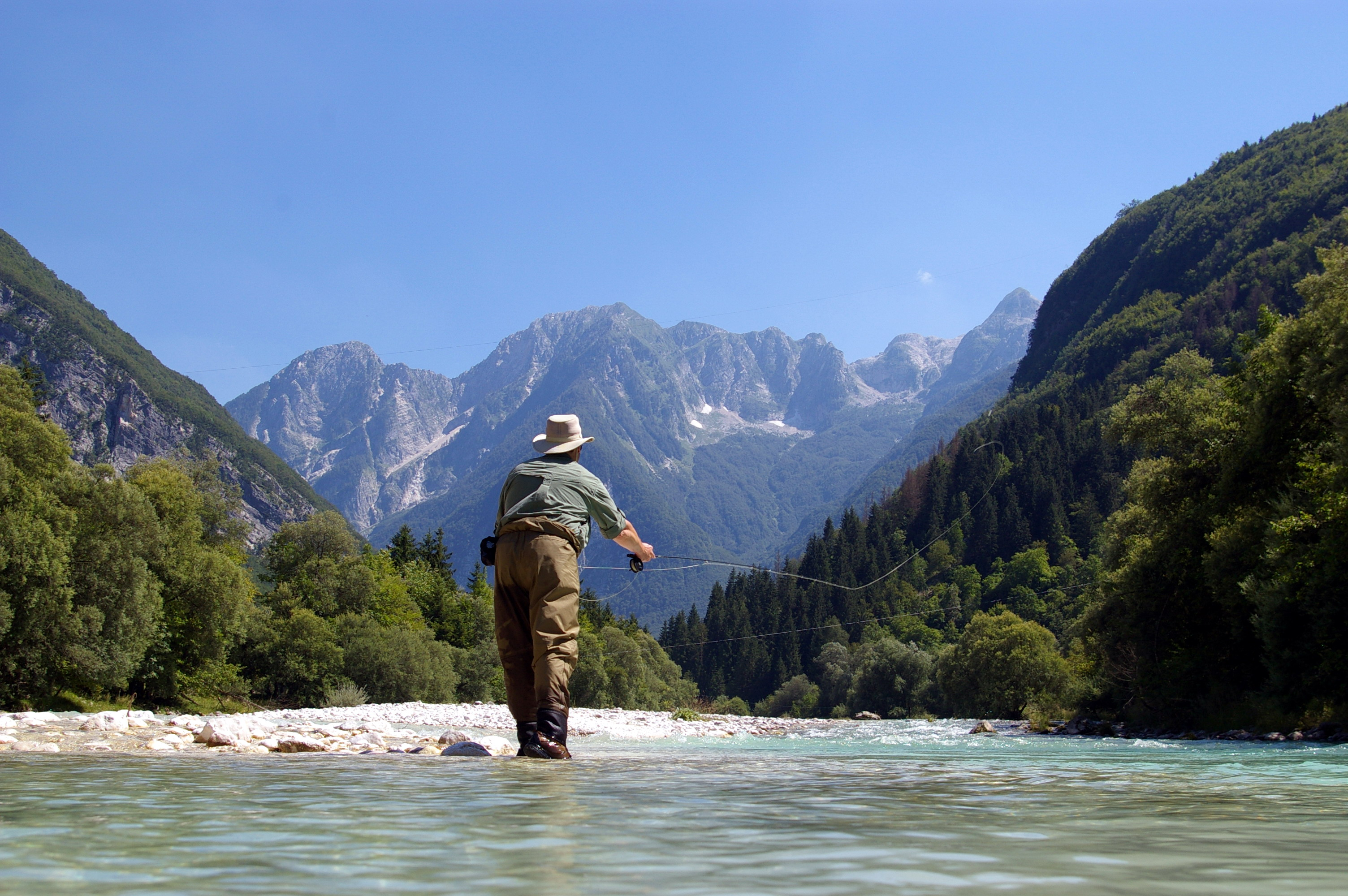
صياد سمك يرمي طُعمه في نهر سوكا ، سلوفينيا

صيد الكاستينج (Casting) هو أسلوب صيد شهير يعتمد على رمي الطُعم لمسافة معينة باستخدام القصبة والمكينة، ثم سحبه لمحاكاة حركة فريسة. يُستخدم هذا الأسلوب في المياه العذبة والمالحة ويُعتبر من أكثر الطرق شيوعًا بين الصيادين. يعتمد على المهارة في الرمي وسحب الطُعم بطريقة تجذب الأسماك المفترسة. يمكن استخدام طُعم طبيعي أو صناعي حسب نوع السمك المستهدف. يتميز بأنه صيد نشط وممتع يتطلب تركيزًا وخبرة في اختيار الطُعم وطريقة السحب.